# Mały Staw Ważecki
Mały Staw Ważecki (słow. Malé Važecké pliesko) – mały stawek położony na wysokości ok. 2020 m n.p.m. w Dolinie Ważeckiej, w słowackiej części Tatr Wysokich. Nie jest dokładnie pomierzony i nie prowadzą do niego żadne znakowane szlaki turystyczne.
Mały Staw Ważecki leży w górnej części Doliny Ważeckiej zwanej Krywańskim Kotłem. Ok. 50 m na północny wschód od niego znajduje się największy staw doliny – Zielony Staw Ważecki. Mały Staw Ważecki położony jest wśród złomów, u stóp masywu Krywania (dokładnie pod Małym Krywaniem). Nie wiodą w jego kierunku żadne ścieżki dostępne dla turystów, gdyż leży on na obszarze ochrony ścisłej TANAP-u, którym objęta jest cała Dolina Ważecka wraz z jej głównym odgałęzieniem Doliną Suchą Ważecką. 